# Fer Oregrounds

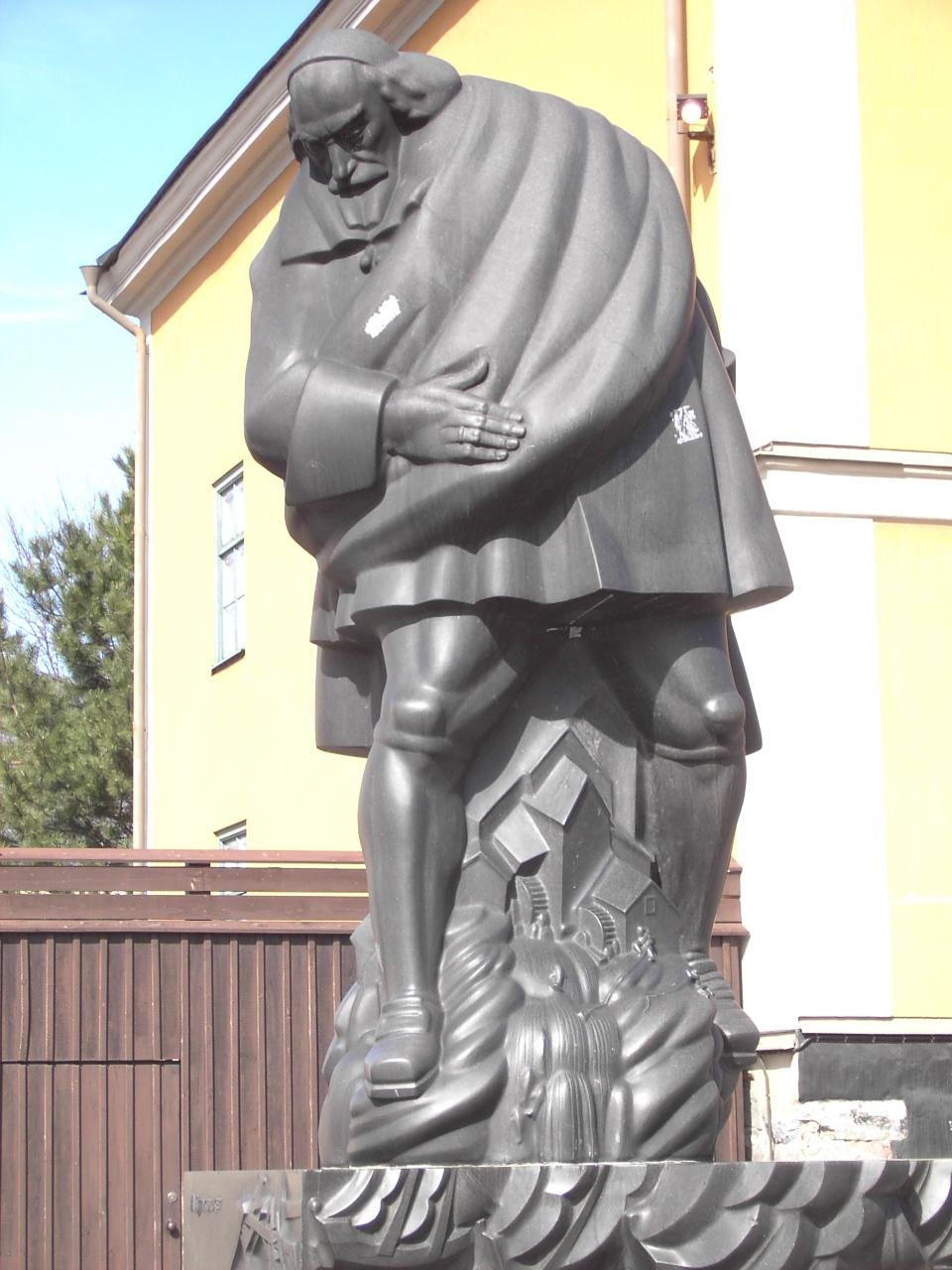
Statue de Louis de Geer (1587-1652) à Norrköping, en Suède. De Geer introduit la méthode wallonne en Suède.

Le fer Oreground est une qualité d'acier naturel considérée comme la meilleure disponible au XVIIIe siècle en Angleterre. Le terme dérive du nom de la petite ville suédoise de Öregrund. Cet acier est obtenu à partir du minerai local, affiné par la méthode wallonne.
Le fer d'Oregrounds est l'équivalent du suédois vallonjärn, qui se traduit littéralement par fer wallon. Le nom suédois dérive du fer produit par la version wallonne du processus d'affinage, la méthode wallonne, par opposition à la méthode allemande ou méthode osmonde, qui était plus commune en Suède. En fait, le terme est plus spécialisé, comme toutes les forges wallonnes suédoises font le fer à partir du minerai provenant de la mine de Dannemora. La fonte a été fabriquée dans environ 20 forges, principalement en Uppland.
Beaucoup de ces usines ont été fondées par Louis de Geer et d'autres entrepreneurs hollandais qui ont mis en place les forges en Suède dans les années 1610 - 1620, avec hauts fourneaux et forges d'affinage. La plupart des premiers forgerons étaient également de Wallonie.

## Origines en Wallonie
La technique a été développée en Wallonie , dans l'actuelle Belgique durant le Moyen Âge. La méthode wallonne a consisté à faire de la fonte de fer dans un haut fourneau, suivi par l'affinage, dans une forge d'affinage. Le processus a été conçu dans la région de Liège, et s'est  propagé en France, et de là, à partir du pays de Bray à l'Angleterre avant la fin du XVe siècle,. Louis de Geer l'a exporté à Roslagen en Suède au début du XVIIe siècle, il y employait des forgerons wallons. Le fer conçu par cette méthode était connu en Angleterre comme « fer d'oregrounds ».

## Qualité, usages et marché
La loi suédoise, pour des raisons de contrôle de qualité, requérait que chacune de ces barres de fer soit estampillée de sa marque. En Grande-Bretagne, le fer était connu par ces marques, et la qualité de chaque marque était connue des acheteurs de Londres, Sheffield, Birmingham et ailleurs. Il était divisé en deux niveaux de qualité :
- la First oregrounds venu d'Österby ('double bullet'), Leufsta (maintenant Lövsta - hoop L), et Åkerby (PL crown). Plus tard Gimo s'est joint à eux ;
- la Second oregrounds est venue d'autre forges, y compris Forsmark, Harg, Vattholma, et Ullfors.

Sa particularité était son faible taux de phosphore contrairement à la plupart des sources de minerai de fer d’Europe de l’Ouest, et la présence de manganèse dans le minerai de Dannemora. Ce manganèse réagit préférentiellement avec les impuretés, formant des oxydes qui sont emportés avec les scories. L’utilisation de charbon de bois par les hauts fourneaux suédois au lieu de coke évitait la contamination de la fonte produite, notamment par le soufre usuellement présent dans le coke.
Cette fonte suédoise décarburée par la méthode wallone était donc particulièrement adaptée à sa conversion en acier de qualité. Après un corroyage par cinglage pour le transformer en fer forgé, il était recarburé en utilisant le processus de cémentation. Il était ensuite feuilleté ou directement envoyé aux fonderies au creuset de Sheffield pour l’homogénéiser. 
Le fer oregrounds était un produit intermédiaire particulièrement adapté pour la fabrication de cet acier à haute teneur en carbone, nécessaire notamment pour l’horlogerie, l'industrie des couverts de Sheffield et la coutellerie française. Des quantités considérables ont également été achetées par la Marine Britannique pendant les guerres révolutionnaires et napoléoniennes avec la France. Le commerce en fer Oregrounds a été contrôlé à partir des années 1730 jusqu'aux années 1850 par un cartel de marchands, dont les membres les plus durables ont été la famille Sykes de Kingston-upon-Hull. Les autres membres étaient des résidents de (ou contrôlaient les importations depuis) Londres et Bristol. Ces marchands avançaient l'argent pour les maisons suédoises d'exportation, qui à leur tour l'avançaient pour les maîtres de forges, donc un achat plusieurs années avant la sortie de la forge.
L’invention des convertisseurs de Bessemer ne permit pas dans un premier temps de déphosphorer la fonte avant l’idée d’ajouter du ferromanganèse aux fontes phosphorées ou de remplacer les briques réfractaires par des briques basiques à la dolomie. Bessemer peut néanmoins acheter la fonte brute suédoise et la convertir en grande quantité d’acier doux homogène, éliminant ainsi les étapes de la décarburation des forges wallonnes et l’affinage.